# Durban-Corbières
Durban-Corbières (occitan: Durban de las Corbièras) là một xã của Pháp, nằm ở tỉnh Aude trong vùng Occitanie.
Người dân địa phương trong tiếng Pháp gọi là Durbanais.

## Hành chính
| Danh sách các xã trưởng                |           |                    |      |                                    |
| Giai đoạn                              | Giai đoạn | Tên                | Đảng | Tư cách                            |
| 2008                                   | 2014      | Christian Gaillard |      |                                    |
| tháng 3 năm 2001                       | 2008      | Régis Barailla     | PS   | Tổng ủy viên hội đồng              |
| 1910                                   | 1914      | Eugène Mailhac     |      | Tổng ủy viên Tổng Durban-Corbières |
| Tất cả các dữ liệu trước đây không rõ. |           |                    |      |                                    |

## Thông tin nhân khẩu
| Năm | 1962 | 1968 | 1975 | 1982 | 1990 | 1999 |
| --- | ---- | ---- | ---- | ---- | ---- | ---- |
| Dân số | 668  | 686  | 564  | 525  | 673  | 650  |
| From the year 1968 on: No double counting—residents of multiple communes (e.g. students and military personnel) are counted only once. |      |      |      |      |      |      |